# Challenger trattori
Challenger è un marchio creato da Caterpillar nel 1987 per la produzione di trattori cingolati in gomma per utilizzo nel campo agricolo.
Nel 2002 Caterpillar decide di tornare a concentrarsi nel core-business delle macchine per movimento terra e vende la divisione Challenger al gruppo AGCO, che inizia a produrre i trattori cingolati nel proprio stabilimento di Jackson in Minnesota.
In seguito il marchio Challenger è stato introdotto ed utilizzato dal gruppo AGCO per la produzione di trattori, macchine irroratrici ed attrezzature agricole di elevata potenza e destinate ad utilizzatori professionali.
Nel 2007 un trattore Challenger MT875B abbinato a un dissodatore a dischi ha stabilito un record mondiale arando 644 ettari in 24 ore.

## Stabilimenti
I prodotti Challenger sono attualmente prodotti nei seguenti stabilimenti del gruppo AGCO:

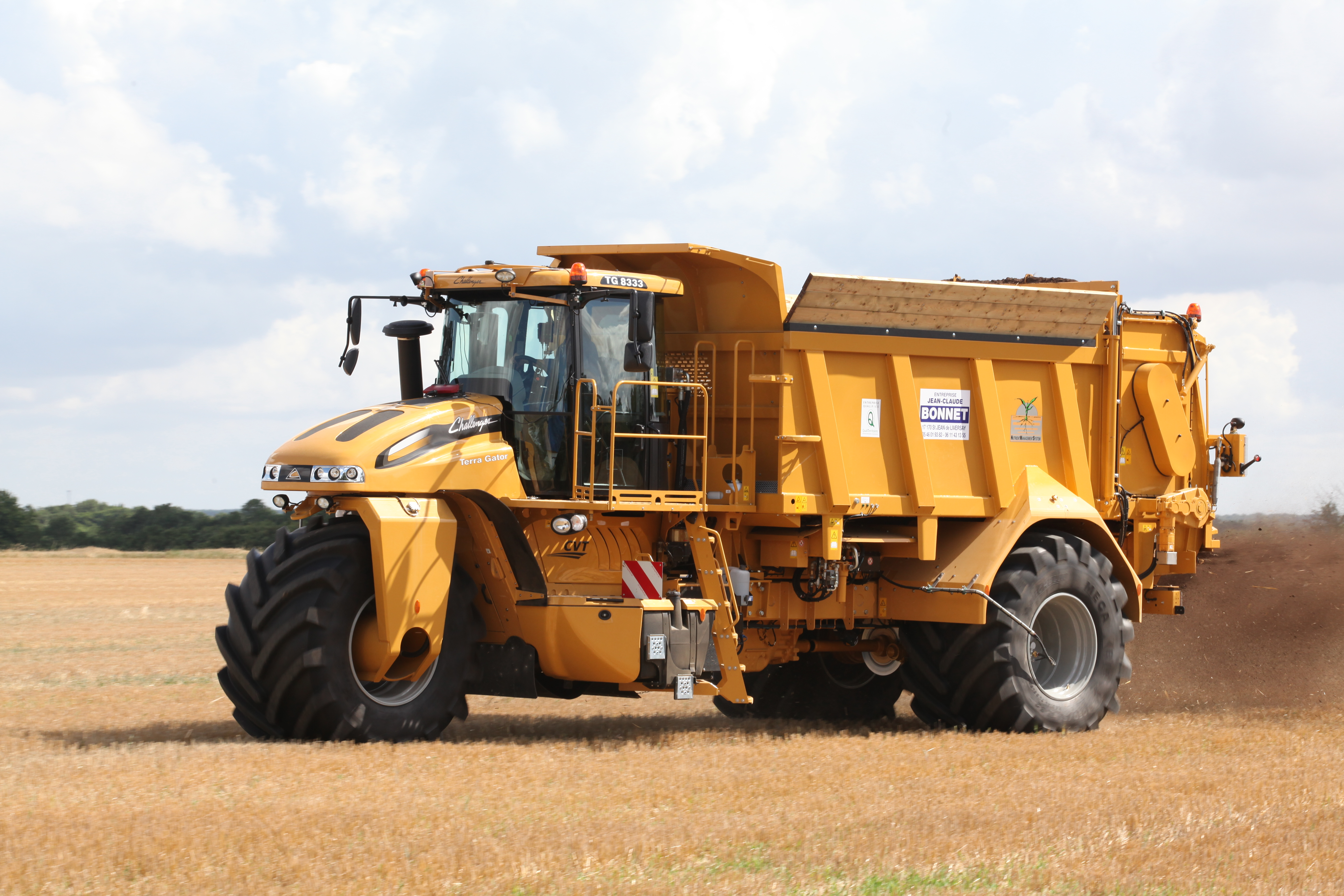
Trattore Challenger modello TerraGator, versione specializzata per spargere concime e fertilizzanti

- Jackson (Minnesota, USA), trattori cingolati e gommati
- Beauvais (Francia), trattori gommati
- Grubbenvorst (Paesi Bassi), macchine irroratrici
- Hesston (Kansas, USA), macchine per la fienagione
- Canoas (Brasile), trattori
- Breganze (Italia), mietitrebbie
- Feucht (Germania), macchine per fienagione